# Murder (film)
Pour les articles homonymes, voir Murder.
Pour plus de détails, voir Fiche technique et Distribution.
Murder est un film indien réalisé par Anurag Basu, sorti en Inde en 2004.

## Synopsis
En enquêtant sur la disparition de Sunny, la police découvre que ce dernier entretenait une liaison avec une femme mariée, Simran. Interrogée, elle révèle que Sunny est son ancien petit ami et confirme leur liaison récente. Elle avoue ensuite avoir tué son amant après qu'elle l'a surpris avec une autre femme. Lorsqu'il est interrogé à son tour, Sudhir, le mari de Simran, s'accuse du meurtre. Cependant, ni les aveux de Simran, ni ceux de Sudhir, ne permettent à la police de retrouver le corps de Sunny. Petit à petit, Sudhir donne une version des faits qui innocente sa femme.

## Fiche technique
- Titre : Murder
- Langues : Hindî, Anglais
- Réalisateur : Anurag Basu
- Scénario : Mahesh Bhatt et Subodh Chopra (dialogues)
- Pays de production :  Inde
- Année : 2004
- Musique (chansons) : Anu Malik
- Paroles : Sayeed Quadri et Rahat Indori
- Musique d'accompagnement : Raju Rao
- Chorégraphies : Raju Khan
- Direction artistique : Rajat Poddar
- Photographie : Fuwad Khan
- Montage : Akiv Ali
- Producteur : Mukesh Bhatt
- Durée : 130 min
- Date de sortie : 2004

## Distribution
- Emraan Hashmi : Sunny
- Ashmit Patel : Sudhir Sehgal
- Mallika Sherawat : Simran Sehgal
- Rajendranath Zutshi : L'inspecteur Rajvir Singh
- Sheeba Chaddha
- Shabnam
- Uday Tikekar
- Krish Chawala
- Dinesh Singh
- Kashmira Shah : chanteuse (apparition)

## Musique
- Le film comporte quatre chansons : Kaho Na Kaho ~ Bheegey Honth Tere ~ Dil Ko Hazar Bar ~ Zindagi Is Tarah.
- La chanson « Bheegey Honth Tere » est à l'origine une composition de Najam Sheraz intitulée « Menu Tere Naal » et dont les paroles ont été ré-écrites pour le film.

(fr) Traduction de Kaho Na Kaho sur Fantastikasia

## Autour du film
- Le scénario de Murder reprend quelques idées développées dans le film Infidèle d'Adrian Lyne[réf. souhaitée].

## Distinctions
- Le chanteur Kunal Ganjawala a reçu deux Filmfare Awards en 2005 pour la chanson « Bheegey Honth Tere » (catégories Meilleur chanteur de play-back et Nouveau talent musical « RD Burman »).